# Bahnhof Berlin Südkreuz
Bahnhof Berlin Südkreuz er en jernbanestation i bydelen Tempelhof-Schöneberg i det sydlige Berlin, Tyskland.
Stationen blev indviet i 1898 som Bahnhof Berlin Papestrasse, og blev ombygget helt i slutningen af 1990'erne. Stationen blev udvidet og stod færdig i 2006. I dag fungerer den som et knudepunkt for Berlins S-Bahn og for regional- og fjerntog i det sydlige Berlin. Efter indvielsen af den nye jernbane mellem stationen og Berlin Hauptbahnhof ændredes navnet til det nuværende.
Pladsen foran stationen er opkaldt efter skuespillerinden Hildegard Knef.
Berlin Südkreuz
| Foregående station                                                             |                               | S-Bahn Berlin                                                          |  | Efterfølgende station                                  |
| ------------------------------------------------------------------------------ | ----------------------------- | ---------------------------------------------------------------------- |  | ------------------------------------------------------ |
| Yorkstraßemod Bernau                                                           |                               |                                                                        |  | Priesterwegmod Blankenfelde                            |
| Yorkstraßemod Hennigsdorf                                                      |                               |                                                                        |  | Priesterwegmod Teltow Stadt                            |
| TempelhofKun kørsel i én retning                                               |                               |                                                                        |  | Schönebergmod Gesundbrunnen via Westkreuz              |
| SchönebergKun kørsel i én retning                                              |                               |                                                                        |  | Tempelhofmod Gesundbrunnen via Ostkreuz                |
| Schönebergmod Bundesplatz                                                      |                               |                                                                        |  | Tempelhofmod Flughafen Berlin-Schönefeld               |
| Schönebergmod Westend                                                          |                               |                                                                        |  | Tempelhofmod Königs Wusterhausen                       |
| Foregående station                                                             |                               | Deutsche Bahn                                                          |  | Efterfølgende station                                  |
| Berlin Hbfmod Kiel Hbf, Hamburg-Altona, Warnemünde eller Stralsund Hbf         |                               | ICE 28 Kiel / Warnemünde / Stralsund - Berlin - Eisenach / Innsbruck   |  | Lutherstadt Wittenbergmod Innsbruck Hbf eller Eisenach |
| Berlin Hbfmod Ostseebad Binz, Westerland, Hamburg-Altona eller Szczecin Główny |                               | IC/EC 27 Binz / Vesterland / Stettin - Berlin - Brno - Wien / Budapest |  | Dresden Hbfmod Wien Meidling eller Budapest Keleti pu  |
| Foregående station                                                             |                               | City Night Line                                                        |  | Efterfølgende station                                  |
| Endestation                                                                    |                               | Perseus Berlin - Paris                                                 |  | Berlin Hbfmod Paris Est                                |
| Berlin Hbfmod Ostseebad Binz                                                   |                               | Sirius Berlin/Binz - Zürich                                            |  | Lutherstadt Wittenbergmod Zürich Hbf                   |
| Berlin-WannseeKun kørsel i én retning                                          |                               | Capella München - Berlin                                               |  | Berlin Hbfmod Berlin-Lichtenberg                       |
| Berlin HbfKun kørsel i én retning                                              | Berlin-LichtenbergEndestation | Capella München - Berlin                                               |  |                                                        |
| Foregående station                                                             |                               | EuroNight                                                              |  | Efterfølgende station                                  |
| Berlin HbfEndestation                                                          |                               | Metropol Berlin - Budapest/Wien                                        |  | Dresden Hbfmod Budapest Keleti pu eller Wien Westbf    |

52°28′32″N 13°21′52″Ø / 52.47556°N 13.36444°Ø